# Примусовий оргазм

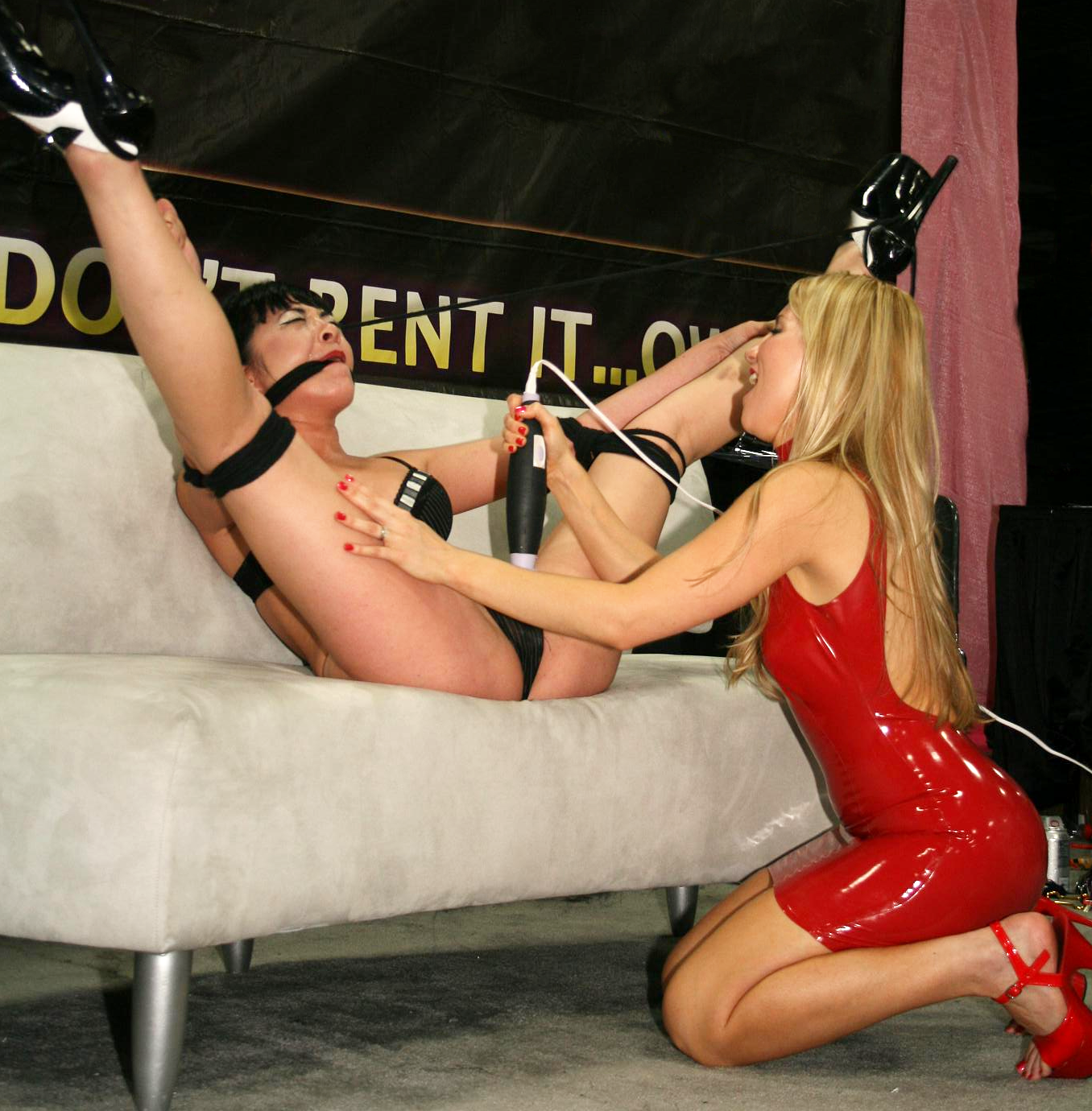
Жінка піддається примусовому оргазму, будучи зв'язаною та з кляпом у роті під час Exxxotica Expo 2008

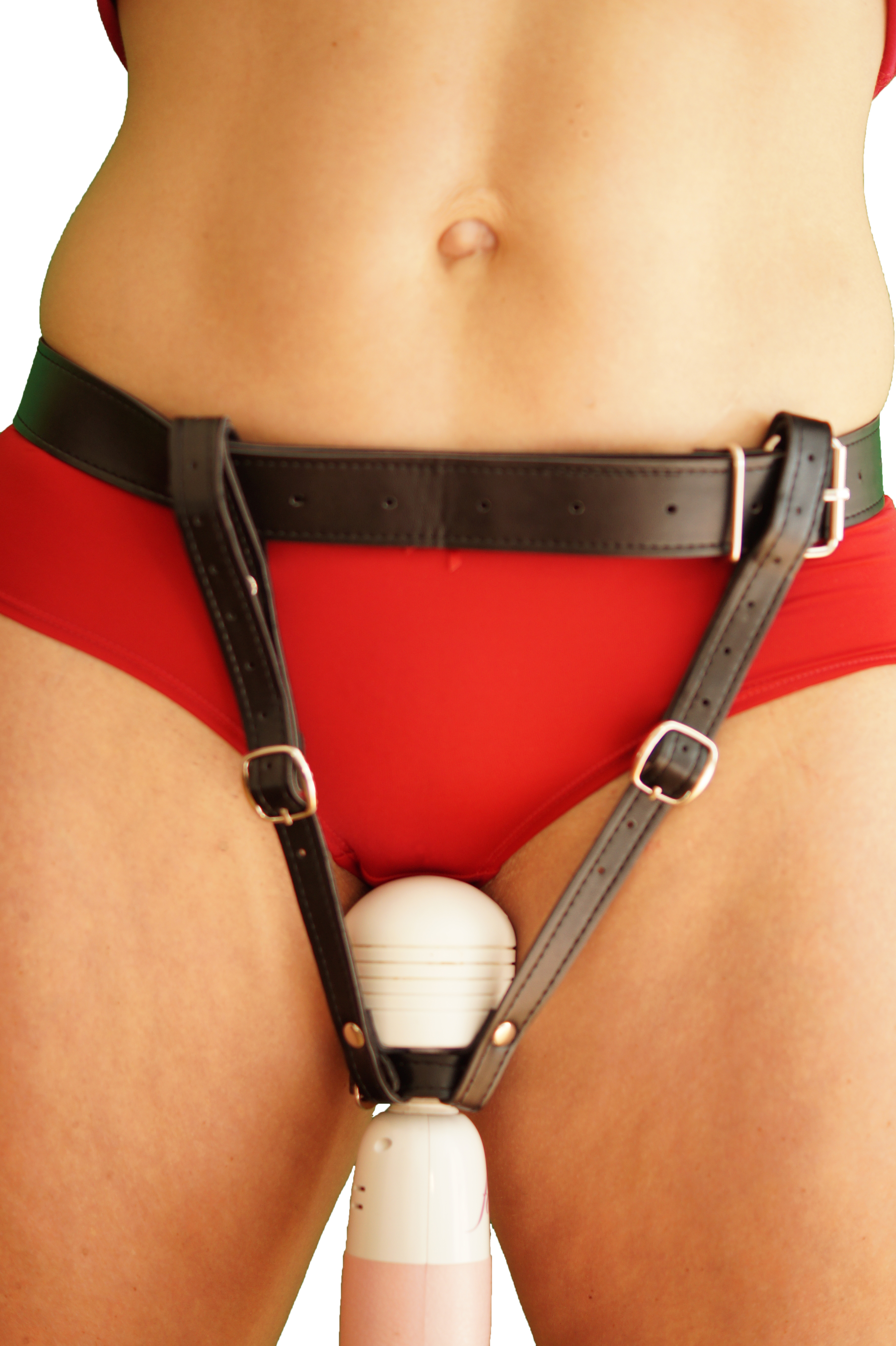
Примусовий оргазм можна викликати за допомогою пояса для вібратора-палички.

Примусовий оргазм — сексуальна гра, коли особа погоджується на примус до оргазму у спосіб, який не залежить від неї. Людину, яку доводять до примусового оргазму, як правило, фізично обмежують, щоб позбавити її можливості контролювати настання та інтенсивність оргазму та посилити відчуття безпорадності, ситуація, яка сексуально збуджує певних людей. Розглядається або як частина БДСМ або як окремий кінк.
Практика примусового оргазму може поєднуватися з іншими іграми, пов'язаними з контролем над оргазмом, такими як заборона оргазму, утримання на грані оргазму або зупинений оргазм.

## Техніка
Приймаючий партнер(-ка) обмежений у свободі рухів і не може припинити стимуляцію, активний партнер стимулює його (її) геніталії та інші ерогенні зони, доки приймаючий партнер(-ка) не досягне оргазму, а іноді й надалі. Приймаючий партнер відкритий для широкого спектру стимуляції, включаючи вагінальний, оральний або анальний секс. Вимушені оргазми можуть бути викликані мануальною стимуляцією статевих органів (у формі стимуляції пеніса руками або вагіни чи ануса пальцями). Стимуляція може передбачати використання cекс-іграшок, що вібрують, таких як вібратор, як правило, вібратора-палички.
Найпоширенішим способом досягнення оргазму у чоловіків є фізична стимуляція пеніса. Для жінок найпоширенішим способом досягнення оргазму є стимуляція голівки клітора (тобто послідовне мануальне, оральне або інше зосереджене тертя зовнішніх частин клітора). Загальна статистика свідчить, що 70-80 % жінок потребують стимуляції голівки клітора для досягнення оргазму.